# MÁV XIIa
A BPV 19–22 (később MÁV XIIa osztály) a Budapest-Pécsi Vasúttársaság (röviden BPV) mellékvonali szertartályos gőzmozdonyai voltak.
A mozdonyok C tengelyelrendezésű, belsőkeretes, kéthengeres, kívül elhelyezett gépezetű és Allan vezérlésűek voltak. Rostélyfelülete 1 m², vizborított kazánfűtőfelülete 76 m², kazánnyomása 12 kg/cm², kerékátmérője 920 mm, tengelytávolsága 2250 mm, szolgálati tömege 27 t, legnagyobb sebessége 40 km/h volt. 1883 és 1886 között építették a Krauss Müncheni Mozdonygyárban.
A BPV államosítása után a MÁV előbb 1033–1036 pályaszámokat adott a mozdonyoknak, majd 1891-ben a XIIa osztályba sorolta őket és 6551–6554 pályaszámokat kaptak, majd néhány évvel később selejtezték őket.
Kettőt közülük a Kassa–Oderbergi Vasút (röviden KsOd) megvásárolt és meghagyva XIIa osztálybesorolásukat, 551–552 pályaszámokra átszámozta őket. A Kassa–Oderbergi Vasút 1924-es államosításával a mozdonyok a Csehszlovák Államvasutak állományába kerültek 310.601–602 pályaszámokon.

## Fordítás
- Ez a szócikk részben vagy egészben  a   BPV_19–22 című német Wikipédia-szócikk fordításán alapul.  Az eredeti cikk szerkesztőit annak laptörténete sorolja fel. Ez a jelzés csupán a megfogalmazás eredetét és a szerzői jogokat jelzi, nem szolgál a cikkben szereplő információk forrásmegjelöléseként.